# Volkswagen Passat Lingyu
O Volkswagen Passat Lingyu é um carro chinês do segmento D produzido pela Volkswagen com sua joint venture nas fábricas de Anting e Nanquim da Shanghai Volkswagen.

## Visão geral
O Passat Lingyu foi lançado em novembro de 2005 e substituiu o Volkswagen Passat B5 vendido internacionalmente. Ele é baseado na mesma plataforma do Škoda Superb I com níveis de acabamento mais luxuosos. Em 2009, ele foi substituído por uma variante reestilizada chamada Volkswagen Passat New Lingyu.

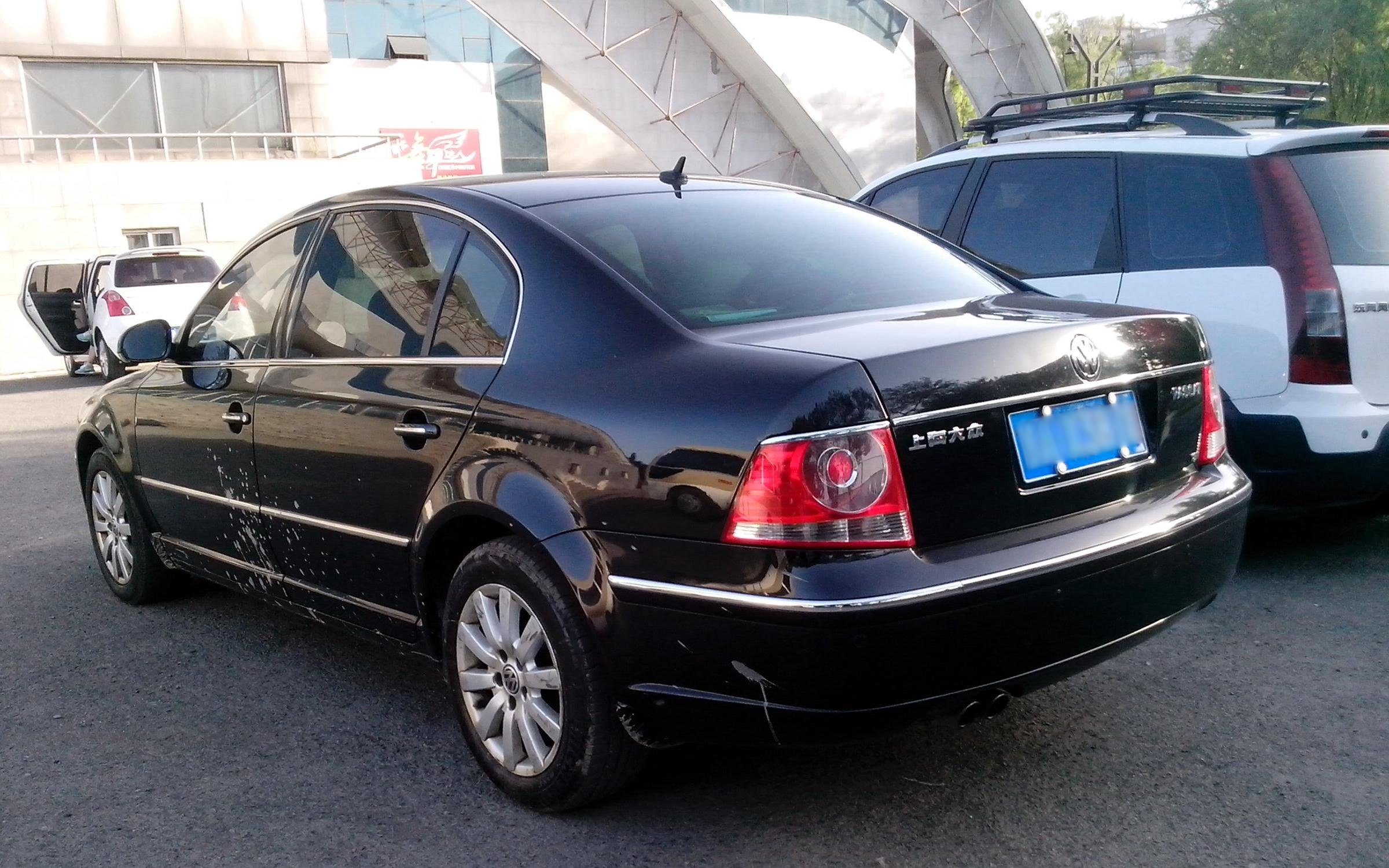
Traseira do Passat Lingyu 2005–2009

O Passat Lingyu foi oferecido nas seguintes linhas de equipamentos: Standard (标准型), Luxury (豪华型), VIP e Flagship (旗舰型). O Standard tinha um motor de quatro cilindros com cilindrada de 1984 cc e potência de 85 kW. O Luxury e o VIP tinham um motor turbo com cilindrada de 1781 cc e potência de 110 kW. O Flagship era o modelo topo da linha Lingyu. Era motorizado com um motor V6 com cilindrada de 2771 cc e potência de 140 kW.
O carro foi projetado pelo designer de carros Murat Günak, nascido em Istambul.
A Volkswagen construiu 20 exemplares do Passat Lingyu com célula de combustível em meados de 2008 para serem apresentados nas Olimpíadas de Pequim de 2008.

## Reestilização
Uma versão reestilizada foi lançada em 2009 e substituiu o Volkswagen Passat Lingyu. O Passat New Lingyu foi oferecido nas seguintes linhas de equipamentos: Zenjie, Zenping, Zenxiang, Zhizen e Zenshi.
Os seguintes motores foram oferecidos: 1984 cc (85 kW); 1781 cc (110 kW); 2771 cc (140 kW).
O Passat New Lingyu foi substituído pelo Volkswagen Passat NMS em abril de 2011.

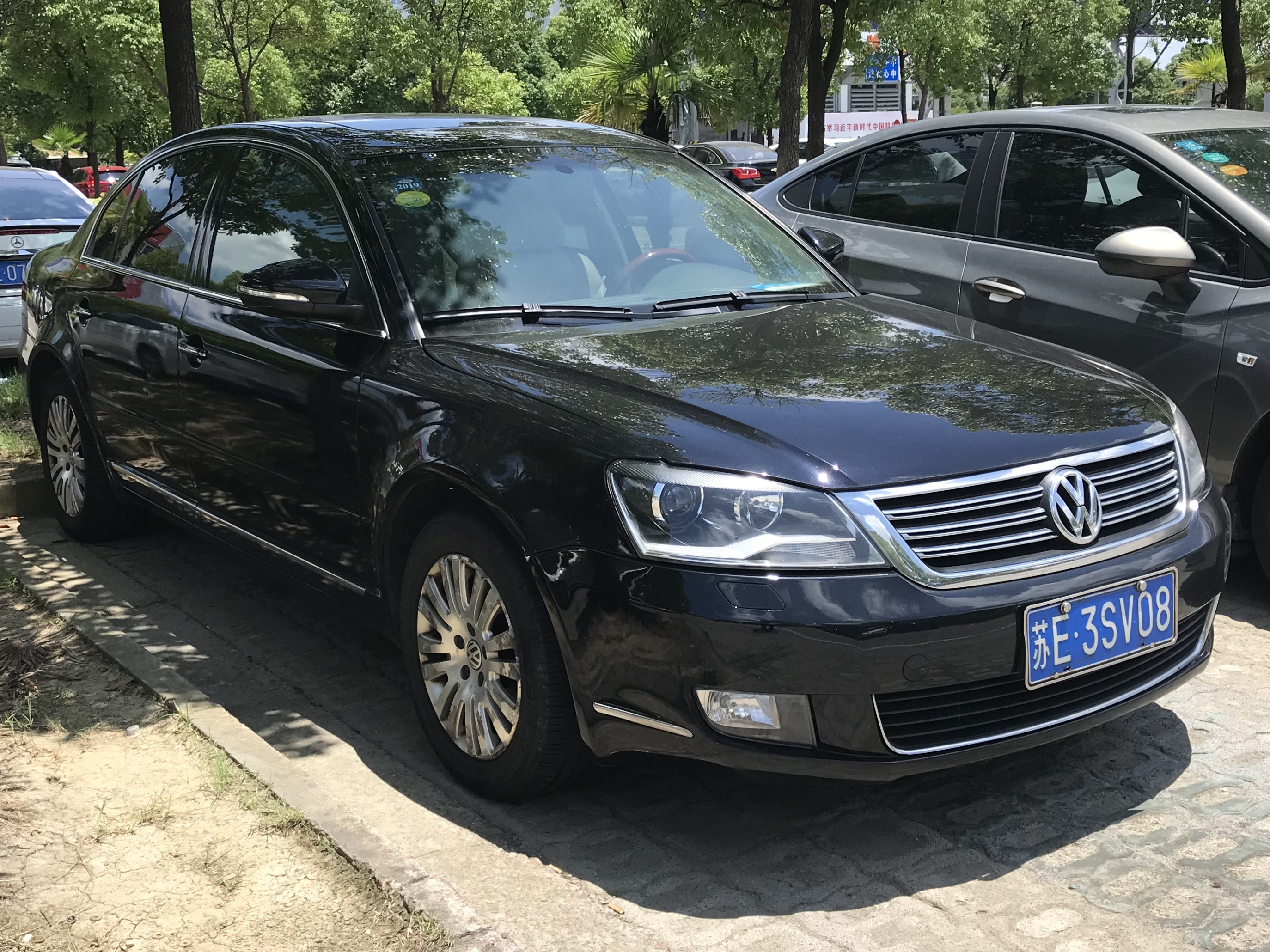
Passat New Lingyu (vista dianteira)
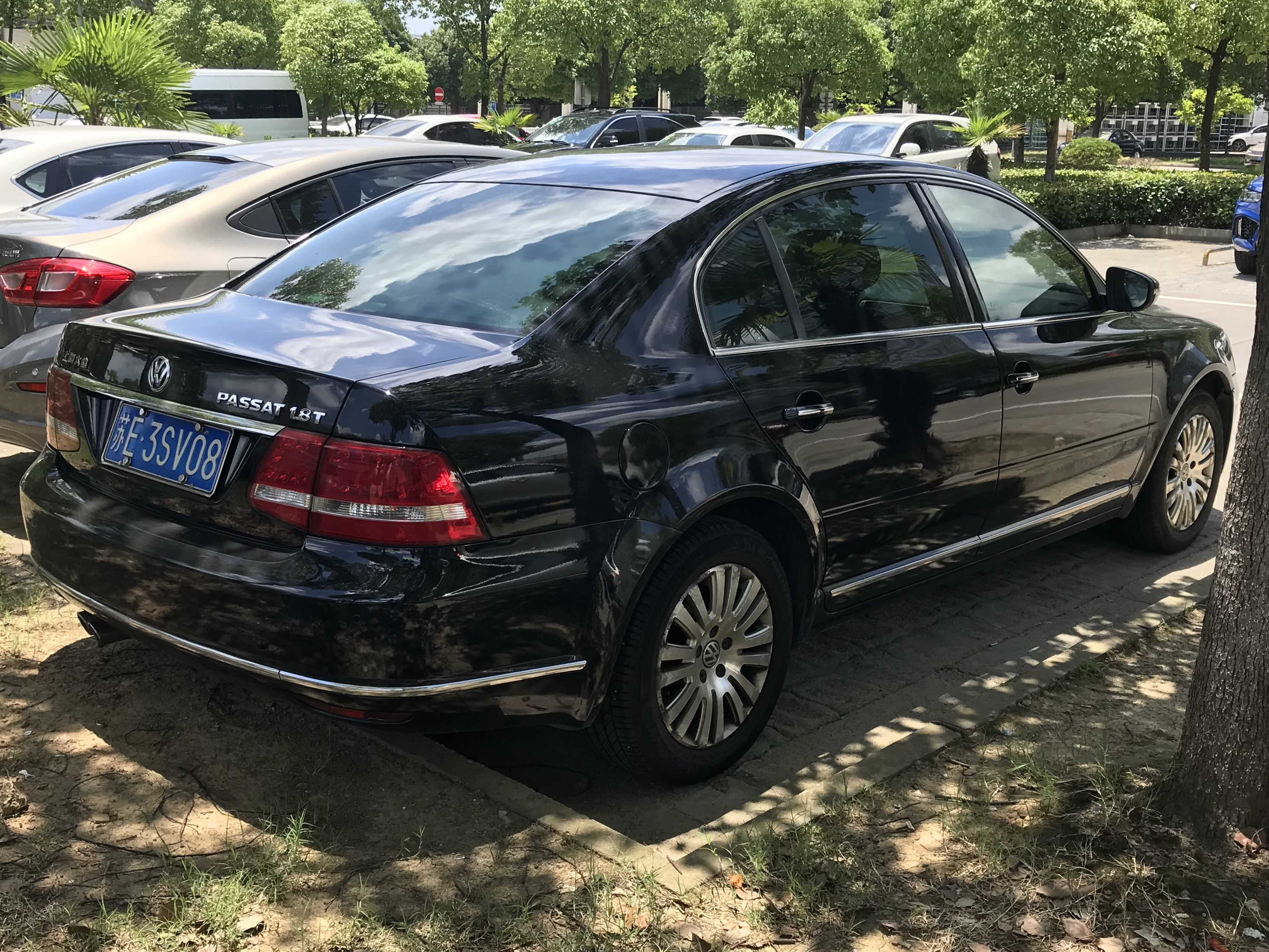
Passat New Lingyu (vista traseira)